# Klaus-Helmuth Becker
Klaus-Helmuth Becker (17 de Março de 1918 — 2 de Abril de 1944) foi um comandante de U-Boot que serviu na Kriegsmarine durante a Segunda Guerra Mundial.